# Sant Joan de Palamós
|  | Aquest article tracta sobre el barri i antic municipi de l'Empordà. Si cerqueu la capella de la Segarra, vegeu «Sant Joan (Sant Guim de Freixenet)». |

Sant Joan de Palamós és avui dia una barriada de la vila de Palamós.
Fou un municipi independent centrat en la parròquia de Santa Eugènia de Vila-romà. El municipi limitava al nord amb Fitor i Mont-ras al sud amb Palamós i a l'oest amb Calonge.
El 1799 va veure com el terme de Vall-llobrega se'n segregava. Més endavant, al llarg del primer terç del Segle XIX, va esdevenir municipi constitucional, un cop desaparegut l'antic règim senyorial.
Segons una font geogràfica de mitjans del segle xix hi consignava 183 veïns i 921 habitants i s'hi produïen blat, llegums, vi, oli i suro que servia per abastir una indústria surotapera. Ja en aquella època el terme de Palamós el superava en potència demogràfica (372 veïns i 1.828 hab.), probablement degut al dinamisme econòmic que li aportava el port.
Tot i primerenques intencions de fusionar els dos municipis (Sant Joan de Palamós i Palamós) en època de la II República Espanyola, la seva annexió es produí en plena postguerra l'any 1942, amb el comparativament reduït terme de Palamós no exempt d'una manca de documentació administrativa al respecte.
Aquest poble tenia un baixador de la línia de ferrocarril Palamós-Flaçà, més tard Palamós-Girona-Banyoles, corresponent al km 2.
Tot i la seva annexió a Palamós, Sant Joan, encara ara, manté una forta identitat pròpia.